# Сермерсоок
Сермерсоок (гренл. Kommuneqarfik Sermersooq) — одна из пяти коммун Гренландии.
Население — 21 813 человек (2012), проживающих на территории 635,6 тыс. км². Это наиболее населённая коммуна Гренландии, однако 17 834 человек проживают в административном центре самом городе Нууке. Также Сермерсоок является самой большой по площади коммуной Гренландии.
Сермерсоок граничит со всеми остальными коммунами, а также с невключённой территорией Северо-Восточного Гренландского национального парка. Коммуна занимает южную часть бывшей территории Западной Гренландии, за исключением крайнего юга и Восточную Гренландию за исключением Гренландского национального парка на севере и территории Куяллека на крайнем юге. На северо-западе с коммунами Аванаата, Кекерталик и Кекката граничит по 45° западной долготы.
Наиболее пригодна для поселений западная часть, где и расположен Нуук. Крупнейшие населённые пункты на восточном побережье — Тасиилак (1850 жителей) и Иллоккортоормиут (530 жителей), расположенный в устье самого большого фьорда мира Кангертиттивака. Центральную часть коммуны занимает ледник.
В коммуне расположены 18 из 19 самых высоких гор Гренландии.